# Cẩm Phô
Cẩm Phô là một phường thuộc thành phố Hội An, tỉnh Quảng Nam, Việt Nam.

## Địa lý

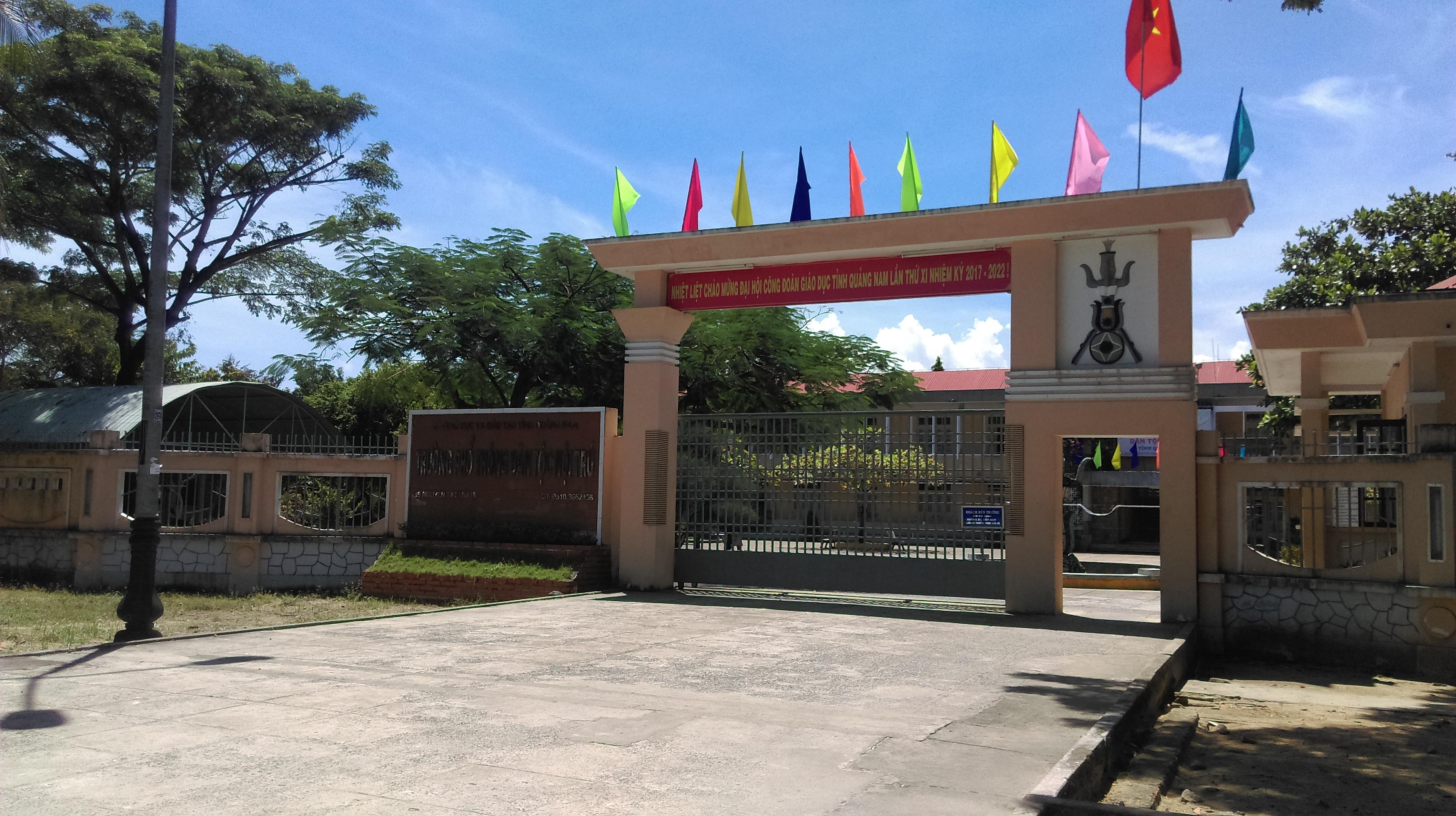
Trường Phổ thông Dân tộc Nội trú Quảng Nam

Phường Cẩm Phô nằm ở trung tâm thành phố Hội An, có vị trí địa lý:
- Phía đông giáp phường Minh An
- Phía tây giáp phường Thanh Hà
- Phía nam giáp sông Thu Bồn
- Phía bắc giáp phường Tân An.

Phường Cẩm Phô có diện tích 1 km², dân số năm 2019 là 9.185 người, mật độ dân số đạt 9.185 người/km².

## Hành chính
Phường Cẩm Phô được chia thành 6 khối phố: Hoài Phô, Ngọc Thành, Xuân Hòa, Xuân Lâm, Xuân Thuận, Tu Lễ.